# Elonus basalis
Elonus basalis es una especie de coleóptero de la familia Aderidae.

## Distribución geográfica
Habita en América del Norte.